# Brasilodendron
Brasilodendron es un género de Lycophyta y data del Pérmico. Se tratan de plantas vasculares, sin semilla, que se reproducen por esporas.

## Ubicación
En el sur de Brasil se encuentran en la Formación Río Bonito. La especie Brasilodendron pedroanum se encontró en el afloramiento Quiteria en el geoparque Paleorrota  en las ciudades de Encruzilhada do Sul y Mariana Pimentel. La especie Brasilodendron africanum se encontró en África en Namibia.